# Galimuyod

Galimuyod est une municipalité de 4e classe située dans la province d'Ilocos Sur aux Philippines. Selon le recensement de 2010 elle est peuplée de 10 011 habitants.

## Barangays
Galimuyod est divisée en 24 barangays.
- Abaya
- Baracbac
- Bidbiday
- Bitong
- Borobor
- Calimugtong
- Calongbuyan
- Calumbaya
- Daldagan
- Kilang
- Legaspi
- Mabayag
- Matanubong
- Mckinley
- Nagsingcaoan
- Oaig-Daya
- Pagangpang
- Patac
- Poblacion
- Rubio
- Sabangan-Bato
- Sacaang
- San Vicente
- Sapang